# 1991年の映画
1991年の映画（1991ねんのえいが）では、1991年（平成3年）の映画分野の動向についてまとめる。
1990年の映画 - 1991年の映画 - 1992年の映画

## できごと

### 世界
- 8月7日 - 米コロンビア・ピクチャーズ・エンタテインメントが「ソニー・ピクチャーズ エンタテインメント」と改称[1]。
- 9月14日 - 第48回ヴェネツィア国際映画祭において、『無能の人』（竹中直人監督・主演）が国際批評家連盟賞を受賞[要出典]。
- 9月16日 - ロンドン日本協会100周年を記念してロンドンでジャパンフェスティバル '91開催[1][2][注 1]。
- 10月29日 - 伊藤忠商事、東芝が米タイムワーナー社に合計101億ドルの資本参加[1]。
- 11月9日 - 仏俳優イヴ・モンタン死去[1]。
- 月日不明
  - RCAコロンビア、コロンビア、トライスター ピクチャーズ、日本国際エンタープライズの3社[疑問点 – ノート]をソニー・ピクチャーズ エンタテインメント(SPEJ)に統合[要出典]。

### 日本
- 1月
  - 1月26日 - トーメン創立70周年記念映画『動天』（舛田利雄監督）封切、ヒット[3]。
- 3月
  - 邦画成人映画製作会社大手の東活が解散[4]。成人映画、邦画は新日本映像、大蔵映画、新東宝映画の3社、洋画はニューセレクト1社となった[5]。
  - 3月4日 - 東宝オリジナルビデオ「東宝シネパック」の第1弾『ミカドロイド』クランクイン[4]。11月8日、レンタルリリース[1]。
  - 3月9日 - 「'91春東映アニメフェア」封切、ヒット[3]。
  - 3月25日 - SSコミュニケーションズ、キネマ旬報社を買収[4]。
- 4月
  - 4月1日
    - 東宝、映像本部映画興行部の山手地区の渋谷ブロック映写係を廃止[1]。以後、映写業務の社外委託により各地区の映写係を順次廃止[1]。
    - 日本衛星放送（JSB）が有料放送開始[1]。
    - 鎌倉ケーブルテレビ（KCC）開局[1]。

  - 4月24日 - 吉本興業会長、元東宝取締役・林正之助死去[1]。
- 5月
  - 5月2日 - 改正著作権法公布[1]。著作隣接権保護期間が50年となる[1]。
  - 5月23日 - 松竹社長に奥山融就任、永山武臣は会長に就任[1]。
- 6月
  - 松竹、映画の企画・製作を本社に一本化[1]。
  - 6月1日 - 東映クラシックフィルム解散、東映アストロフィルム設立[1]。
  - 6月6日 - 東京・渋谷ピカデリー閉館[1]。
- 7月
  - 外資系大手AVストア、ブロックバスター第1号店が西八王子にオープン[1]。
  - 7月3日 - 渋東シネタワー竣工[1]。7月6日、同ビル内の4映画館開業[1]。
  - 7月20日
    - おもひでぽろぽろ』（高畑勲監督）公開、大ヒット[1]。
    - 「'91夏東映アニメフェア」封切、ヒット[3]。
- 8月
  - 8月24日
    - 『ターミネーター2』（ジェームズ・キャメロン監督）公開[1]。 東宝洋画系上映作品史上1位の配給収入となった[1]。
    - 『福沢諭吉』（澤井信一郎監督）封切、ヒット[3]。
- 9月
  - 9月6日 - 第1回アジアフォーカス・福岡国際映画祭開催[6]。
  - 9月21日 - ディレクターズ・カンパニー制作『東方見聞録』(井筒和幸監督) ロケ中に俳優が事故死[1]。
  - 9月27日 - 第4回東京国際映画祭開催(10月6日まで)[1]。 以後、毎年秋（主に10月）に開催[1]。フランス映画『美しき諍い女』が無修正版で上映され、ヘア論争を巻き起こした[要出典]。
  - 9月30日 - 105年の歴史がある東京・浅草常盤座閉館[1]。
- 10月
  - 10月1日 - 東宝、労働時間短縮にともなう本支社各部門における「第4土曜日休日」実施[1]。
  - 10月10日 - 東京・五反田東映劇場を休館[3]。12月1日、先日閉館した五反田東映シネマを五反田東映劇場に館名変更し、営業を再開[3]
- 11月
  - 11月2日 - 『七人の侍』（黒澤明監督）完全オリジナル・リニューアル版劇場公開[1]。
  - 11月4日 - 浅草松竹映画劇場、東京クラブ閉館[1]。
  - 11月20日 - 映画館への公的規制緩和問題全面見直し決定[1]。12月に建設省、自治省より関係各所に通達[1]。
  - 11月22日
    - 今井正監督、死去[1]。
    - 東京・浅草東映パラス劇場の営業を廃止し、浅草東映パラス2を浅草東映パラスに館名変更[3]。

  - 11月23日 - 俳優・上原謙死去[1]。
- 12月
  - 東京・池袋のスタジオ200閉館[要出典]。
  - 12月14日
    - 創立60周年記念「第1回東宝シナリオ大賞」募集開始[1]。
    - 『江戸城大乱』（舛田利雄監督）封切、ヒット[3]。

  - 12月25日 - 第1回日本映画批評家大賞制定、授賞式開催[1]。

## 日本の映画興行
- 入場料金（大人）
  - 1,700円[7][8] - 一般入場料金1,700円の映画館は、前年は17館だったが285館に急増した[9]。
  - 映画館・映画別
    - 1,500円（松竹、正月映画『男はつらいよ 寅次郎の休日』）[10]

  - 1,659円（統計局『小売物価統計調査（動向編） 調査結果』[11] 銘柄符号 9341「映画観覧料」）[12]
- 入場者数 1億3833万人[13] - 1989年の年間入場者数（1億4357万人）を下回る戦後最低記録となった[14]。〔ただし、翌1992年にワースト記録を更新する。〕キネマ旬報によれば、洋画が配給収入を大きく減少させたことが原因で、米国映画興行が低調だったことと連動していると分析している[15]。米国内のメディアの多様化と米映画界が大作連打主義から低予算映画へ転換したことを理由として挙げている[15]。
- 興行収入 1633億7800万円[13]

| 配給会社 | 配給本数 | 配給本数 | 配給本数 | 年間配給収入  | 概要 |
| 配給会社 | 新作     | 再映     | 洋画     | 前年対比      | 概要 |
| -------- | -------- | -------- | -------- | ------------- | --- |
| 松竹     | 27       | 27       | 27       | 64億8291万円  | 『男はつらいよ 寅次郎の休日』/『釣りバカ日誌3』（14.1億円）のみが配給収入10億円をクリア。角川映画『幕末純情伝』/『ぼくらの七日間戦争2』（8.6億円）・『八月の狂詩曲』（8.2億円）・『陽炎』（6.1億円）・『グッバイ・ママ』（4.7億円）・『戦争と青春』（4.5億円）と安定した成績を残した。『息子』は作品的評価は高いが興行的には不本意な結果。『必殺!5 黄金の血』は惨敗。 |
| 松竹     | 27       | 0        | 0        | 127.9%        | 『男はつらいよ 寅次郎の休日』/『釣りバカ日誌3』（14.1億円）のみが配給収入10億円をクリア。角川映画『幕末純情伝』/『ぼくらの七日間戦争2』（8.6億円）・『八月の狂詩曲』（8.2億円）・『陽炎』（6.1億円）・『グッバイ・ママ』（4.7億円）・『戦争と青春』（4.5億円）と安定した成績を残した。『息子』は作品的評価は高いが興行的には不本意な結果。『必殺!5 黄金の血』は惨敗。 |
| 東宝     | 21       | 21       | 21       | 109億4924万円 | 7年連続の年間配給収入100億円突破。邦画トップの『おもひでぽろぽろ』（18.7億円）・『ドラえもん のび太のドラビアンナイト』ほか（18億円）・『ちびまる子ちゃん』（13.5億円）・『波の数だけ抱きしめて』（10.5億円）が10億円の大台を突破した。『大誘拐 RAINBOW KIDS』（5.5億円）は健闘。正月映画『山田ババアに花束を』ほか（5億円）は物足りない結果。『超少女REIKO』は極端な低調。 |
| 東宝     | 20       | 1        | 0        | 102.7%        | 7年連続の年間配給収入100億円突破。邦画トップの『おもひでぽろぽろ』（18.7億円）・『ドラえもん のび太のドラビアンナイト』ほか（18億円）・『ちびまる子ちゃん』（13.5億円）・『波の数だけ抱きしめて』（10.5億円）が10億円の大台を突破した。『大誘拐 RAINBOW KIDS』（5.5億円）は健闘。正月映画『山田ババアに花束を』ほか（5億円）は物足りない結果。『超少女REIKO』は極端な低調。 |
| 東映     | 29       | 29       | 29       | 85億3432万円  | 前年の『天と地と』のような大稼動作品がなかったため、大きく成績を落とした。『ドラゴンボールZ』シリーズを中心に据えた『'91春東映アニメフェア』（13億円）・『'91夏東映アニメフェア』（14億円）のアニメ2番組、『福沢諭吉』（11億円）・『動天』（10.5億円）の大量動員2番組の計4番組が配給収入10億円を突破した。『首領になった男』（4.5億円）・『新極道の妻たち』（4.2億円）は善戦。ヤング・ターゲットの『きんぴら』/『ゴールドラッシュ』・『本気!』/『シャイなあんちくしょう』は極度の不振。『極道戦争 武闘派』は伸び悩み。 |
| 東映     | 27       | 0        | 2        | 77.6%         | 前年の『天と地と』のような大稼動作品がなかったため、大きく成績を落とした。『ドラゴンボールZ』シリーズを中心に据えた『'91春東映アニメフェア』（13億円）・『'91夏東映アニメフェア』（14億円）のアニメ2番組、『福沢諭吉』（11億円）・『動天』（10.5億円）の大量動員2番組の計4番組が配給収入10億円を突破した。『首領になった男』（4.5億円）・『新極道の妻たち』（4.2億円）は善戦。ヤング・ターゲットの『きんぴら』/『ゴールドラッシュ』・『本気!』/『シャイなあんちくしょう』は極度の不振。『極道戦争 武闘派』は伸び悩み。 |

出典:「1991年度日本映画・外国映画業界総決算」『キネマ旬報』1992年（平成4年）2月下旬号、キネマ旬報社、1992年、139 - 144頁。

## 各国ランキング

### 日本配給収入ランキング
1991年日本映画配給トップ10
| 順位 | 題名 | 製作国             | 配給                 | 配給収入 |
| ---- | --- | ------------------ | -------------------- | -------- |
| 1    | ターミネーター2 | アメリカ合衆国の旗 | 東宝東和             | 57.5億円 |
| 2    | ホーム・アローン | アメリカ合衆国の旗 | 20世紀FOX            | 34.0億円 |
| 3    | プリティ・ウーマン | アメリカ合衆国の旗 | ワーナー・ブラザース | 31,0億円 |
| 4    | トータル・リコール | アメリカ合衆国の旗 | 東宝東和             | 24.0億円 |
| 5    | おもひでぽろぽろ | 日本の旗           | 東宝                 | 18.7億円 |
| 6    | ドラえもん のび太のドラビアンナイト                                                                                    | 日本の旗           | 東宝                 | 18.0億円 |
| 7    | ダンス・ウィズ・ウルブズ                                                                                               | アメリカ合衆国の旗 | 東宝東和             | 15.0億円 |
| 8    | 男はつらいよ 寅次郎の休日 / 釣りバカ日誌3                                                                              | 日本の旗           | 松竹                 | 14.1億円 |
| 9    | ドラゴンボールZ とびっきりの最強対最強 / ドラゴンクエスト ダイの大冒険 / まじかる☆タルるートくん 燃えろ!友情の魔法大戦 | 日本の旗           | 東映                 | 14.0億円 |
| 10   | ちびまる子ちゃん | 日本の旗           | 東宝                 | 13.5億円 |

| 順位 | 題名 | 配給 | 配給収入 | 備考     |
| ---- | --- | ---- | -------- | -------- |
| 1    | おもひでぽろぽろ                                                                                                   | 東宝 | 18.7億円 | [ 注 4 ] |
| 2    | ドラえもん のび太のドラビアンナイト ドラミちゃん アララ・少年山賊団!                                               | 東宝 | 18.0億円 |          |
| 3    | 男はつらいよ 寅次郎の休日 釣りバカ日誌3                                                                            | 松竹 | 14.1億円 |          |
| 4    | ドラゴンボールZ とびっきりの最強対最強 ドラゴンクエスト ダイの大冒険 まじかる☆タルるートくん 燃えろ!友情の魔法大戦 | 東映 | 14.0億円 |          |
| 5    | ちびまる子ちゃん                                                                                                   | 東宝 | 13.5億円 |          |
| 6    | ドラゴンボールZ 超サイヤ人だ孫悟空 まじかる☆タルるートくん                                                         | 東映 | 13.0億円 |          |
| 7    | 福沢諭吉 | 東映 | 11.0億円 |          |
| 8    | 動天 | 東映 | 10.5億円 |          |
| 8    | 波の数だけ抱きしめて                                                                                               | 東宝 | 10.5億円 |          |
| 10   | 幕末純情伝 ぼくらの七日間戦争2                                                                                     | 松竹 | 08.6億円 |          |

#10の出典:『キネマ旬報ベスト・テン85回全史 1924-2011』キネマ旬報社〈キネマ旬報ムック〉、2012年5月、504頁。ISBN 978-4873767550。
上記以外の出典:1991年配給収入10億円以上番組 - 日本映画製作者連盟
| 順位 | 題名                                 | 製作国                          | 配給                  | 配給収入 | 備考      |
| ---- | ------------------------------------ | ------------------------------- | --------------------- | -------- | --------- |
| 1    | ターミネーター2                      | アメリカ合衆国の旗              | 東宝東和              | 57.5億円 | [ 注 5 ]  |
| 2    | ホーム・アローン                     | アメリカ合衆国の旗              | 20世紀FOX             | 34.0億円 | [ 注 6 ]  |
| 3    | プリティ・ウーマン                   | アメリカ合衆国の旗              | ワーナー・ブラザース  | 31.0億円 | [ 注 7 ]  |
| 4    | トータル・リコール                   | アメリカ合衆国の旗              | 東宝東和              | 24.0億円 | [ 注 8 ]  |
| 5    | ダンス・ウィズ・ウルブズ             | アメリカ合衆国の旗              | 東宝東和              | 15.0億円 |           |
| 6    | ゴースト/ニューヨークの幻            | アメリカ合衆国の旗              | パラマウント映画 UIP  | 14.5億円 | [ 注 9 ]  |
| 7    | ゴッドファーザー PART III            | アメリカ合衆国の旗              | パラマウント映画/UIP  | 12.7億円 | [ 注 10 ] |
| 8    | バックドラフト                       | アメリカ合衆国の旗              | パラマウント映画/ UIP | 11.3億円 | [ 注 11 ] |
| 9    | ロッキー5/最後のドラマ               | アメリカ合衆国の旗              | UIP                   | 10.6億円 | [ 注 12 ] |
| 10   | ネバーエンディング・ストーリー 第2章 | アメリカ合衆国の旗 · ドイツの旗 | ワーナー・ブラザース  | 10.5億円 | [ 注 13 ] |

#6の出典:『キネマ旬報ベスト・テン85回全史 1924-2011』キネマ旬報社〈キネマ旬報ムック〉、2012年5月、504頁。ISBN 978-4873767550。
上記以外の出典:1991年配給収入10億円以上番組 - 日本映画製作者連盟

### 全世界興行収入ランキング
| 順位 | 題名                 | スタジオ                     | 興行収入     |
| ---- | -------------------- | ---------------------------- | ------------ |
| 1    | ターミネーター2      | トライスター ピクチャーズ    | $519,843,345 |
| 2    | ロビン・フッド       | ワーナー・ブラザース         | $390,493,908 |
| 3    | 美女と野獣           | ブエナ・ビスタ・ピクチャーズ | $424,967,620 |
| 4    | フック               | トライスター・ピクチャーズ   | $300,854,823 |
| 5    | 羊たちの沈黙         | オライオン・ピクチャーズ     | $272,742,922 |
| 6    | JFK                  | ワーナー・ブラザース         | $205,405,498 |
| 7    | アダムス・ファミリー | パラマウント映画             | $191,502,426 |
| 8    | ケープ・フィアー     | ユニバーサル・スタジオ       | $182,291,969 |
| 9    | ホット・ショット     | 20世紀フォックス             | $181,096,164 |
| 10   | シティ・スリッカーズ | コロンビア ピクチャーズ      | $179,033,791 |

出典:“1991 Worldwide Box Office Results”.  Box Office Mojo. 2015年12月13日閲覧。

### 北米興行収入ランキング
| 順位 | 題名                 | スタジオ             | 興行収入     |
| ---- | -------------------- | -------------------- | ------------ |
| 1.   | ターミネーター2      | トライスター         | $204,843,345 |
| 2.   | ロビン・フッド       | ワーナー・ブラザース | $165,493,908 |
| 3.   | 美女と野獣           | ディズニー           | $145,863,363 |
| 4.   | 羊たちの沈黙         | オライオン           | $130,742,922 |
| 5.   | シティ・スリッカーズ | コロムビア           | $124,033,791 |
| 6.   | フック               | トライスター         | $119,654,823 |
| 7.   | アダムス・ファミリー | パラマウント         | $113,502,426 |
| 8.   | 愛がこわれるとき     | 20世紀FOX            | $101,599,005 |
| 9.   | 花嫁のパパ           | タッチストーン       | $89,325,780  |
| 10.  | 裸の銃を持つ男2 1/2  | パラマウント         | $86,930,411  |

出典: “1991 Domestic Yearly Box Office Results”.  Box Office Mojo. 2015年12月24日閲覧。

### フランス観客動員数ランキング
1. ダンス・ウィズ・ウルブズ
2. ターミネーター2
3. ロビン・フッド
4. 白牙
5. 羊たちの沈黙
6. ビアンカの大冒険 ゴールデン・イーグルを救え!
7. Tous les matins du monde（フランス語版）
8. ホット・ショット
9. キンダガートン・コップ
10. ダブル・インパクト (映画)

出典:“FRANCE 1991 - BOX OFFICE STORY”.   boxofficestory. 2016年1月24日閲覧。

## 日本公開映画
1991年の日本公開映画を参照。

## 受賞
- 第64回アカデミー賞
  - 作品賞 - 『羊たちの沈黙』
  - 監督賞 - ジョナサン・デミ（『羊たちの沈黙』）
  - 主演男優賞 - アンソニー・ホプキンス（『羊たちの沈黙』）
  - 主演女優賞 - ジョディ・フォスター（『羊たちの沈黙』）

- 第49回ゴールデングローブ賞
  - 作品賞 (ドラマ部門) - 『バグジー』
  - 主演女優賞 (ドラマ部門) - ジョディ・フォスター（『羊たちの沈黙』）
  - 主演男優賞 (ドラマ部門) - ニック・ノルティ（『サウス・キャロライナ』）
  - 作品賞 (ミュージカル・コメディ部門) - 『美女と野獣』
  - 主演女優賞 (ミュージカル・コメディ部門) - ベット・ミドラー（『フォー・ザ・ボーイズ』）
  - 主演男優賞 (ミュージカル・コメディ部門) - ロビン・ウィリアムズ（『フィッシャー・キング』）
  - 監督賞 - オリヴァー・ストーン（『JFK』）

- 第57回ニューヨーク映画批評家協会賞 - 『羊たちの沈黙』

- 第44回カンヌ国際映画祭
  - パルム・ドール - 『バートン・フィンク』（コーエン兄弟）
  - 監督賞 - ジョエル・コーエン（『バートン・フィンク』）
  - 男優賞 - ジョン・タトゥーロ（『バートン・フィンク』）
  - 女優賞 - イレーヌ・ジャコブ（『ふたりのベロニカ』）

- 第48回ヴェネツィア国際映画祭
  - 金獅子賞 - 『ウルガ』（ニキータ・ミハルコフ）

- 第41回ベルリン国際映画祭
  - 金熊賞 - 『La Casa del sorriso』 (マルコ・フェレーリ）

- 第15回日本アカデミー賞
  - 最優秀作品賞 - 『息子』（山田洋次）
  - 最優秀主演男優賞 - 三國連太郎（『釣りバカ日誌4』『息子』）
  - 最優秀主演女優賞 - 北林谷栄（『大誘拐 RAINBOW KIDS』）

- 第34回ブルーリボン賞
  - 作品賞 - 『あの夏、いちばん静かな海。』
  - 主演男優賞 - 竹中直人（『無能の人』）
  - 主演女優賞 - 工藤夕貴（『戦争と青春』）
  - 監督賞 - 北野武（『あの夏、いちばん静かな海。』）

- 第65回キネマ旬報ベスト・テン
  - 外国映画第1位 - 『ダンス・ウィズ・ウルブズ』
  - 日本映画第1位 -  『息子』

- 第46回毎日映画コンクール
  - 日本映画大賞 - 『息子』

## 人物

### 誕生
- 2月4日 - 大政絢、日本の女優
- 2月27日 - 蓮佛美沙子、日本の女優
- 3月4日 - 中村蒼、日本の俳優
- 3月8日 - 梅原裕一郎、日本の声優
- 3月15日 - 北乃きい、日本の女優
- 4月3日 - 前田公輝、日本の俳優
- 4月11日 - 真野恵里菜、日本の女優
- 4月22日 - 斉藤壮馬、日本の声優
- 4月28日 - 山田健太、日本の俳優
- 5月15日 - 冨浦智嗣、日本の俳優
- 5月29日 - 早見沙織、日本の声優
- 6月15日 - 武田梨奈、日本の女優
- 6月17日 - 波瑠、日本の女優
- 6月18日 - 岡本玲、日本の女優
- 6月26日 - 花江夏樹、日本の声優
- 6月30日 - 夏帆、日本の女優
- 7月10日 - 前田敦子、日本の女優
- 7月18日 - 山本美月、日本の女優
- 7月19日 - 森田直幸、日本の俳優
- 7月27日 - 松井玲奈、日本の女優
- 7月28日 - 逢沢りな、日本の女優
- 8月1日 - 工藤阿須加、日本の俳優
- 8月3日 - 増田有華、日本の女優
- 8月27日 - 大高力也、日本の俳優
- 9月17日 - 寿美菜子、日本の声優
- 9月23日 - 朝倉あき、日本の女優
- 9月24日 - 早乙女太一、日本の俳優
- 9月27日 - 内田理央、日本の女優
- 10月16日 - 瀧本美織、日本の女優
- 10月26日 - 飯田里穂、日本の女優・声優
- 11月29日 - 河北麻友子、日本の女優
- 12月7日 - 桜田通、日本の俳優
- 12月14日 - 高畑充希、日本の女優
- 12月19日 - 上坂すみれ、日本の声優

### 死去
| 日付 | 日付 | 名前                       | 国籍                                | 年齢 | 職業                           |
| 2月  | 1日  | ジム・マクドナルド         | アメリカ合衆国の旗                  | 84   | 声優                           |
| 2月  | 11日 | 松山英太郎                 | 日本の旗                            | 48   | 俳優                           |
| 2月  | 27日 | 草野大悟                   | 日本の旗                            | 51   | 俳優                           |
| 3月  | 2日  | セルジュ・ゲンスブール     | フランスの旗                        | 62   | ミュージシャン・映画監督・俳優 |
| 3月  | 14日 | ハワード・アッシュマン     | アメリカ合衆国の旗                  | 40   | 作詞家                         |
| 3月  | 18日 | ヴィルマ・バンキー         | ハンガリーの旗 · アメリカ合衆国の旗 | 93   | 女優                           |
| 4月  | 10日 | ケヴィン・ピーター・ホール | アメリカ合衆国の旗                  | 35   | 俳優・スーツアクター           |
| 4月  | 16日 | デヴィッド・リーン         | イギリスの旗                        | 83   | 映画監督                       |
| 4月  | 20日 | ドン・シーゲル             | アメリカ合衆国の旗                  | 78   | 映画監督                       |
| 5月  | 1日  | リチャード・ソープ         | アメリカ合衆国の旗                  | 95   | 映画監督                       |
| 5月  | 15日 | ロナルド・レイシー         | イギリスの旗                        | 55   | 俳優                           |
| 6月  | 3日  | エヴァ・ル・ガリエンヌ     | イギリスの旗                        | 92   | 女優                           |
| 6月  | 11日 | ハヤフサヒデト             | 日本の旗                            | 86   | 俳優・映画監督                 |
| 6月  | 14日 | ペギー・アシュクロフト     | イギリスの旗                        | 83   | 女優                           |
| 6月  | 17日 | 永井智雄                   | 日本の旗                            | 77   | 俳優                           |
| 6月  | 19日 | ジーン・アーサー           | アメリカ合衆国の旗                  | 90   | 女優                           |
| 7月  | 1日  | マイケル・ランドン         | アメリカ合衆国の旗                  | 55   | 俳優                           |
| 7月  | 2日  | リー・レミック             | アメリカ合衆国の旗                  | 55   | 女優                           |
| 7月  | 5日  | 中村伸郎                   | 日本の旗                            | 82   | 俳優                           |
| 7月  | 8日  | ジェームズ・フランシスカス | アメリカ合衆国の旗                  | 57   | 俳優                           |
| 7月  | 11日 | 河合勝巳                   | 日本の旗                            | 62   | 編集技師                       |
| 7月  | 23日 | 藤岡重慶                   | 日本の旗                            | 57   | 俳優                           |
| 8月  | 11日 | 河野基比古                 | 日本の旗                            | 58   | 映画評論家                     |
| 8月  | 22日 | コリーン・デューハースト   | カナダの旗                          | 67   | 女優                           |
| 9月  | 3日  | フランク・キャプラ         | アメリカ合衆国の旗                  | 94   | 映画監督                       |
| 9月  | 23日 | チャック・ヴィンセント     | アメリカ合衆国の旗                  | 51   | 映画監督                       |
| 9月  | 27日 | 有馬昌彦                   | 日本の旗                            | 66   | 俳優                           |
| 11月 | 2日  | アーウィン・アレン         | アメリカ合衆国の旗                  | 75   | 映画監督・プロデューサー       |
| 11月 | 5日  | フレッド・マクマレイ       | アメリカ合衆国の旗                  | 83   | 俳優                           |
| 11月 | 6日  | ジーン・ティアニー         | アメリカ合衆国の旗                  | 70   | 女優                           |
| 11月 | 9日  | イヴ・モンタン             | フランスの旗                        | 70   | 歌手・俳優                     |
| 11月 | 14日 | トニー・リチャードソン     | イギリスの旗                        | 63   | 映画監督                       |
| 11月 | 16日 | 伊上勝                     | 日本の旗                            | 60   | 脚本家                         |
| 11月 | 21日 | ダニエル・マン             | アメリカ合衆国の旗                  | 79   | 映画監督                       |
| 11月 | 22日 | 今井正                     | 日本の旗                            | 79   | 映画監督                       |
| 11月 | 23日 | 上原謙                     | 日本の旗                            | 82   | 俳優                           |
| 11月 | 23日 | クラウス・キンスキー       | ポーランドの旗 · ドイツの旗         | 65   | 俳優                           |
| 11月 | 24日 | 大村千吉                   | 日本の旗                            | 69   | 俳優                           |
| 11月 | 29日 | ラルフ・ベラミー           | アメリカ合衆国の旗                  | 87   | 俳優                           |
| 12月 | 12日 | エレノア・ボードマン       | アメリカ合衆国の旗                  | 93   | 女優                           |
| 12月 | 28日 | カサンドラ・ハリス         | オーストラリアの旗                  | 39   | 女優                           |